# Sophia Ali
Sophia Taylor Ramseyer Ali (San Diego, 7 de noviembre de 1995) es una actriz estadounidense. Es conocida principalmente por interpretar a Dr. Dahlia Qadri en Anatomía de Grey y a Fatin Jadmani en la serie de televisión The Wilds, además de Chloe Frazer en la versión filmica de Uncharted.

## Vida personal
Ali es pakistano-americana. Aunque nació en San Diego, California, su familia en ese momento vivía en Dubái, así que cuando tenía 10 días, ella y su madre volaron de regreso a casa para estar con el padre de Ali. Después de unos cuatro años en Dubái, su familia se mudó a Texas. Cuando Ali tenía 19 años, se mudó a California para perseguir su sueño de convertirse en actriz.
Ha declarado que[cita requerida], si bien muchos de los miembros de su familia practican el Islam, su vida hogareña era flexible lo que le permitía seguir cualquier religión que quisiera.
Ali disfruta de varias formas de arte: fue bailarina hasta los 16 años y disfruta creando arte material, particularmente pintando con acuarelas y pintando muebles.
También es una ávida amante de los tatuajes y piensa en su cuerpo como un lienzo. Tiene varios tatuajes en su cuerpo, siendo el primero un trébol de cuatro hojas en sus costillas. Su tatuaje más significativo es el de una rosa sostenida por tres querubines en su rodilla izquierda que se hizo en memoria de su abuela.

## Filmografía

### Cine
| Año  | Título                        | Papel                              | Notas         |
| ---- | ----------------------------- | ---------------------------------- | ------------- |
| 2007 | Missionary Man                | Niña americana-hindú               |               |
| 2008 | The Longshots                 | Chica 1                            |               |
| 2015 | The Walking Deceased          | Brooklyn                           |               |
| 2016 | Todos queremos algo           | Compañera de habitación de Beverly |               |
| 2016 | Mono                          | Brooke                             |               |
| 2017 | Bad Kids of Crestview Academy | Faith Jackson                      |               |
| 2018 | Verdad o reto                 | Penelope Amari                     |               |
| 2021 | India Sweets and Spices       | Alia Khanna                        |               |
| 2022 | Uncharted                     | Chloe Frazer                       | Posproducción |
|      | The F*** Happened             | Molly                              |               |

### Televisión
| Año       | Título              | Papel            | Notas                                         |
| --------- | ------------------- | ---------------- | --------------------------------------------- |
| 2006      | Barney y sus amigos | Self             | Papel secundario; 3 episodios y cortometrajes |
| 2010      | Shake It Up         | Tasha            | Episodio: "Meatball It Up"                    |
| 2011      | CSI: Miami          | Samantha Downey  | Episodio: "Stoned Cold"                       |
| 2012      | Melissa & Joey      | Scarlett         | Episodio: "All Up In My Business"             |
| 2014      | Tyrant              | Samira Nadal     | Episodio: "Piloto"                            |
| 2016      | Faking It           | Sabrina          | Papel secundario; 5 episodios                 |
| 2017      | The Mindy Project   | Parvati          | Episodio: "May Divorce Be with You"           |
| 2017–2019 | Anatomía de Grey    | Dr. Dahlia Qadri | Papel secundario; 27 episodios                |
| 2018      | The Mick            | Alexis           | Episodio: "The Juice"                         |
| 2018      | Famous in Love      | Joanie           | 4 episodios                                   |
| 2020-2022 | The Wilds           | Fatin Jadmani    | Papel principal                               |

### Web
| Año  | Título                 | Papel            | Notas       |
| ---- | ---------------------- | ---------------- | ----------- |
| 2016 | The Disappearing Girl  | Leone            | 2 episodios |
| 2018 | Grey's Anatomy: B-Team | Dr. Dahlia Qadri | 3 episodios |

### Videos musicales
| Año  | Título | Artista    |
| ---- | ------ | ---------- |
| 2018 | Honest | Drake Bell |